# Sto největších románů všech dob
Sto nejvýznamnějších románů všech dob je výběr nejdůležitějších světových románů, který v roce 2003 vyhlásily britský deník The Guardian a sesterský nedělník The Observer. Výběr jménem těchto listů učinil kritik, spisovatel a nakladatel Robert McCrum. Romány ve zveřejněném seznamu jsou seřazeny chronologicky, podle data jejich vydání, ovšem v angličtině. Do výběru se dostala jedna kniha napsaná v češtině: Kniha smíchu a zapomnění Milana Kundery. Další českou stopu představuje román Proces pražského německy píšícího spisovatele Franze Kafky. Výběr je jinak zjevně anglocentrický. 82 knih ze sta bylo napsáno v angličtině. Z jiných jazyků je zastoupena nejvíce francouzština, a to osmi díly, dále němčina (3), ruština (2), španělština (2), italština (2) a čeština (1). 
Souběžně bylo vyhlášeno sto nejdůležitějších neprozaických knih, tzv. "non-fiction" (esej, vědecké studie, biografie, literatura faktu). Z českých rodáků je v tomto seznamu Sigmund Freud.

## Romány
| Autor                           | Název knihy                                        | Rok vydání | Jazyk knihy   |
| ------------------------------- | -------------------------------------------------- | ---------- | ------------- |
| Miguel de Cervantes y Saavedra  | Důmyslný rytíř Don Quijote de la Mancha            | 1605       | španělština   |
| John Bunyan                     | Poutníkova cesta                                   | 1678       | angličtina    |
| Daniel Defoe                    | Robinson Crusoe                                    | 1719       | angličtina    |
| Jonathan Swift                  | Gulliverovy cesty                                  | 1726       | angličtina    |
| Henry Fielding                  | Tom Jones                                          | 1749       | angličtina    |
| Samuel Richardson               | Clarissa aneb Příběh mladé dámy                    | 1748       | angličtina    |
| Laurence Sterne                 | Život a názory blahorodého pana Tristrama Shandyho | 1759       | angličtina    |
| Choderlos de Laclos             | Nebezpečné známosti                                | 1782       | francouzština |
| Jane Austenová                  | Emma                                               | 1816       | angličtina    |
| Mary Shelleyová                 | Frankenstein                                       | 1818       | angličtina    |
| Thomas Love Peacock             | Nightmare Abbey                                    | 1818       | angličtina    |
| Honoré de Balzac                | La Rabouilleuse                                    | 1842       | francouzština |
| Stendhal                        | Kartouza parmská                                   | 1839       | francouzština |
| Alexandre Dumas starší          | Hrabě Monte Cristo                                 | 1844       | francouzština |
| Benjamin Disraeli               | Sybil                                              | 1845       | angličtina    |
| Charles Dickens                 | David Copperfield                                  | 1849       | angličtina    |
| Emily Brontëová                 | Na Větrné hůrce                                    | 1847       | angličtina    |
| Charlotte Brontëová             | Jana Eyrová                                        | 1847       | angličtina    |
| William Makepeace Thackeray     | Jarmark marnosti                                   | 1847       | angličtina    |
| Nathaniel Hawthorne             | Šarlatové písmeno                                  | 1850       | angličtina    |
| Herman Melville                 | Bílá velryba                                       | 1851       | angličtina    |
| Gustave Flaubert                | Paní Bovaryová                                     | 1857       | francouzština |
| Wilkie Collins                  | Žena v bílém                                       | 1860       | angličtina    |
| Lewis Carroll                   | Alenka v říši divů                                 | 1865       | angličtina    |
| Louisa May Alcottová            | Malé ženy                                          | 1869       | angličtina    |
| Anthony Trollope                | The Way We Live Now                                | 1875       | angličtina    |
| Lev Nikolajevič Tolstoj         | Anna Kareninová                                    | 1873       | ruština       |
| George Eliot                    | Daniel Deronda                                     | 1876       | angličtina    |
| Fjodor Michajlovič Dostojevskij | Bratři Karamazovi                                  | 1880       | ruština       |
| Henry James                     | Portrét dámy                                       | 1881       | angličtina    |
| Mark Twain                      | Dobrodružství Huckleberryho Finna                  | 1884       | angličtina    |
| Robert Louis Stevenson          | Podivný případ Dr. Jekylla a pana Hyda             | 1886       | angličtina    |
| Jerome Klapka Jerome            | Tři muži ve člunu                                  | 1889       | angličtina    |
| Oscar Wilde                     | Obraz Doriana Graye                                | 1890       | angličtina    |
| George Grossmith                | Deník pana Nuly                                    | 1892       | angličtina    |
| Thomas Hardy                    | Neblahý Juda                                       | 1895       | angličtina    |
| Erskine Childers                | The Riddle of the Sands                            | 1903       | angličtina    |
| Jack London                     | Volání divočiny                                    | 1903       | angličtina    |
| Joseph Conrad                   | Nostromo                                           | 1904       | angličtina    |
| Kenneth Grahame                 | Žabákova dobrodružství                             | 1908       | angličtina    |
| Marcel Proust                   | Hledání ztraceného času                            | 1913       | francouzština |
| David Herbert Lawrence          | Duha                                               | 1915       | angličtina    |
| Ford Madox Ford                 | The Good Soldier                                   | 1915       | angličtina    |
| John Buchan                     | Třicet devět stupňů                                | 1915       | angličtina    |
| James Joyce                     | Odysseus                                           | 1922       | angličtina    |
| Virginia Woolfová               | Paní Dallowayová                                   | 1925       | angličtina    |
| Edward Morgan Forster           | Cesta do Indie                                     | 1924       | angličtina    |
| Francis Scott Fitzgerald        | Velký Gatsby                                       | 1925       | angličtina    |
| Franz Kafka                     | Proces                                             | 1925       | němčina       |
| Ernest Hemingway                | Muži bez žen                                       | 1927       | angličtina    |
| Louis-Ferdinand Céline          | Cesta na konec noci                                | 1932       | francouzština |
| William Faulkner                | Když jsem umírala                                  | 1930       | angličtina    |
| Aldous Huxley                   | Konec civilizace                                   | 1932       | angličtina    |
| Evelyn Waugh                    | Sólokapr                                           | 1938       | angličtina    |
| John Dos Passos                 | USA                                                | 1938       | angličtina    |
| Raymond Chandler                | Hluboký spánek                                     | 1939       | angličtina    |
| Nancy Mitfordová                | The Pursuit of Love                                | 1945       | angličtina    |
| Albert Camus                    | Mor                                                | 1947       | francouzština |
| George Orwell                   | 1984                                               | 1949       | angličtina    |
| Samuel Beckett                  | Malone umírá                                       | 1951       | angličtina    |
| J. D. Salinger                  | Kdo chytá v žitě                                   | 1951       | angličtina    |
| Flannery O'Connorová            | Moudrá krev                                        | 1952       | angličtina    |
| E. B. White                     | Šarlotina pavučinka                                | 1952       | angličtina    |
| John Ronald Reuel Tolkien       | Pán prstenů                                        | 1954       | angličtina    |
| Kingsley Amis                   | Šťastný Jim                                        | 1954       | angličtina    |
| William Golding                 | Pán much                                           | 1954       | angličtina    |
| Graham Greene                   | Tichý Američan                                     | 1955       | angličtina    |
| Jack Kerouac                    | Na cestě                                           | 1957       | angličtina    |
| Vladimir Nabokov                | Lolita                                             | 1955       | angličtina    |
| Günter Grass                    | Plechový bubínek                                   | 1959       | němčina       |
| Chinua Achebe                   | Svět se rozpadá                                    | 1958       | angličtina    |
| Muriel Sparková                 | The Prime of Miss Jean Brodie                      | 1961       | angličtina    |
| Harper Leeová                   | Jako zabít ptáčka                                  | 1960       | angličtina    |
| Joseph Heller                   | Hlava XXII                                         | 1961       | angličtina    |
| Saul Bellow                     | Herzog                                             | 1954       | angličtina    |
| Gabriel García Márquez          | Sto roků samoty                                    | 1967       | španělština   |
| Elizabeth Taylorová             | Mrs. Palfrey at the Claremont                      | 1971       | angličtina    |
| John le Carré                   | Tinker Tailor Soldier Spy                          | 1974       | angličtina    |
| Toni Morrisonová                | Píseň o Šalamounovi                                | 1977       | angličtina    |
| Beryl Bainbridgeová             | The Bottle Factory Outing                          | 1974       | angličtina    |
| Norman Mailer                   | Katova píseň                                       | 1979       | angličtina    |
| Italo Calvino                   | Když jedné zimní noci cestující                    | 1979       | italština     |
| V. S. Naipaul                   | V ohybu řeky                                       | 1979       | angličtina    |
| John Maxwell Coetzee            | Čekání na barbary                                  | 1980       | angličtina    |
| Marilynne Robinsonová           | Ztrácení                                           | 1980       | angličtina    |
| Alasdair Gray                   | Lanark                                             | 1981       | angličtina    |
| Paul Auster                     | The New York Trilogy                               | 1987       | angličtina    |
| Roald Dahl                      | Obr Dobr                                           | 1982       | angličtina    |
| Primo Levi                      | Periodická tabulka                                 | 1975       | italština     |
| Martin Amis                     | Peníze                                             | 1984       | angličtina    |
| Kazuo Ishiguro                  | Malíř pomíjivého světa                             | 1986       | angličtina    |
| Peter Carey                     | Oscar and Lucinda                                  | 1988       | angličtina    |
| Milan Kundera                   | Kniha smíchu a zapomnění                           | 1979       | čeština       |
| Salman Rushdie                  | Hárún a moře příběhů                               | 1990       | angličtina    |
| James Ellroy                    | L.A. Přísně tajné                                  | 1990       | angličtina    |
| Angela Carterová                | Moudré děti                                        | 1991       | angličtina    |
| Ian McEwan                      | Pokání                                             | 2001       | angličtina    |
| Philip Pullman                  | Zlatý kompas                                       | 1995       | angličtina    |
| Philip Roth                     | Americká idyla                                     | 1997       | angličtina    |
| Winfried Georg Sebald           | Austerlitz                                         | 2001       | němčina       |

## Non-fiction

### Umění
- Robert Hughes: The Shock of the New (1980)
- Ernst Gombrich: Příběh umění (1950)
- John Berger: Ways of Seeing (1972)

### Biografie
- Giorgio Vasari: Životy nejvýznačnějších malířů, sochařů a architektů (1550)
- James Boswell: The Life of Samuel Johnson (1791)
- Samuel Pepys: The Diaries of Samuel Pepys (1825)
- Lytton Strachey: Eminent Victorians (1918)
- Robert Graves: Goodbye to All That (1929)
- Gertrude Steinová: Vlastní životopis Alice B. Toklasové (1933)

### Kultura
- Susan Sontagová: Notes on Camp (1964)
- Roland Barthes: Mytologie (1972)
- Edward Said: Orientalismus (1978)

### Životní prostředí
- Rachel Carsonová: Silent Spring (1962)
- James Lovelock: Gaia vrací úder (1979)

### Historie
- Hérodotos: Dějiny (asi 400 př. n. l.)
- Edward Gibbon: Úpadek a pád římské říše (1776)
- Thomas Macaulay: Dějiny anglické (1848)
- Hannah Arendtová: Eichmann v Jeruzálémě (1963)
- Edward Palmer Thompson: The Making of the English Working Class (1963)
- Dee Brown: Bury My Heart at Wounded Knee (1970)
- Studs Terkel: Hard Times: an Oral History of the Great Depression (1970)
- Ryszard Kapuściński: Na dvoře šáha šáhů (1982)
- Eric Hobsbawm: Věk extrémů: Krátké 20. století 1914–1991 (1994)
- Philip Gourevitch: We Wish to Inform You That Tomorrow We Will Be Killed with Our Familes (1999)
- Tony Judt: Poválečná Evropa: historie po roce 1945 (2005)

### Žurnalistika
- Janet Malcolmová: The Journalist and the Murderer (1990)
- Tom Wolfe: The Electric Kool-Aid Acid Test (1968)
- Michael Herr: Dispatches (1977)

### Literární teorie
- Samuel Johnson: The Lives of the Poets (1781)
- Chinua Achebe: An Image of Africa (1975)
- Bruno Bettelheim: The Uses of Enchantment (1976)

### Matematika
- Douglas Hofstadter: Gödel, Escher, Bach (1979)

### Paměti, deníky
- Jean-Jacques Rousseau: Vyznání (1782)
- Frederick Douglass: Narrative of the Life of Frederick Douglass, an American Slave (1845)
- Oscar Wilde: De Profundis (1905)
- Thomas Edward Lawrence: Sedm sloupů moudrosti (1922)
- Mahátma Gándhí: The Story of My Experiments with Truth (1927)
- George Orwell: Hold Katalánsku (1938)
- Anne Franková: Deník Anne Frankové (1947)
- Vladimir Nabokov: Speak, Memory (1951)
- Wole Soyinka: Člověk zemřel (1971)
- Primo Levi: The Periodic Table (1975)
- Lorna Sageová: Bad Blood (2000)

### Mysl
- Sigmund Freud: Výklad snů (1899)

### Hudba
- Charles Rosen: The Romantic Generation (1998)

### Filozofie
- Platón: Symposion (asi 380 př. n. l.)
- Marcus Aurelius: Hovory k sobě (asi 180)
- Michel de Montaigne: Eseje (1580)
- Robert Burton: The Anatomy of Melancholy (1621)
- René Descartes: Meditace o první filosofii (1641)
- David Hume: Dialogy o přirozeném náboženství (1779)
- Immanuel Kant: Kritika čistého rozumu (1781)
- Georg Wilhelm Friedrich Hegel: Fenomenologie ducha (1807)
- Henry David Thoreau: Walden (1854)
- John Stuart Mill: O svobodě (1859)
- Friedrich Nietzsche: Tak pravil Zarathustra (1883)
- Thomas Kuhn: Struktura vědeckých revolucí (1962)

### Politika
- Sun-c’: Umění války (asi 500 př. n. l.)
- Niccolò Machiavelli: Vladař (1532)
- Thomas Hobbes: Leviathan (1651)
- Thomas Paine: Práva člověka (1791)
- Mary Wollstonecraftová: Obrana práv žen (1792)
- Karl Marx, Friedrich Engels: Komunistický manifest (1848)
- William Edward Burghardt Du Bois: The Souls of Black Folk (1903)
- Simone de Beauvoirová: Druhé pohlaví (1949)
- Frantz Fanon: Psanci této země (1961)
- Marshall McLuhan: The Medium is the Massage (1967)
- Germaine Greerová: Eunuška (1970)
- Noam Chomsky, Edward Herman: Manufacturing Consent (1988)
- Clay Shirky: Here Comes Everybody (2008)

### Náboženství
- James George Frazer: Zlatá ratolest (1890)
- William James: Druhy náboženské zkušenosti (1902)

### Věda
- Charles Darwin: O původu druhů (1859)
- Richard Feynman: O povaze fyzikálních zákonů (1965)
- James Dewey Watson: The Double Helix (1968)
- Richard Dawkins: Sobecký gen (1976)
- Stephen Hawking: Stručná historie času (1988)

### Společnost
- Christine de Pisan: Le Livre de la cité des dames (1405)
- Erasmus Rotterdamský: Chvála bláznivosti (1511)
- Voltaire: Lettres philosophiques sur les Anglais (1734)
- Émile Durkheim: Sebevražda (1897)
- Max Weber: Wirtschaft und Gesellschaft (1922)
- Virginia Woolfová: Vlastní pokoj (1929)
- James Agee, Walker Evans: Let Us Now Praise Famous Men (1941)
- Betty Friedanová: The Feminine Mystique (1963)
- Truman Capote: Chladnokrevně (1966)
- Joan Didionová: Slouching Towards Bethlehem (1968)
- Alexandr Solženicyn: Souostroví Gulag (1973)
- Michel Foucault: Dohlížet a trestat (1975)
- Gabriel García Márquez: Zpráva o jednom únosu (1996)

### Cestování
- Abú Abdallah ibn Battúta: Cesty po Africe, Asii a Evropě vykonané v l. 1325 až 1354  (1355)
- Mark Twain: Našinci na cestách (1869)
- Rebecca Westová: Black Lamb and Grey Falcon (1941)
- Jan Morrisová: Venice (1960)
- Patrick Leigh Fermor: Čas darů (1977)
- Claudio Magris: Dunaj (1986)
- Cchao Ťin-čching: China Along the Yellow River (1995)
- Winfried Georg Sebald: Saturnovy prstence (1995)
- Jonathan Raban: Passage to Juneau (2000)
- Mario Vargas Llosa: Cartas a un joven novelista (2002)